# Мегино-Кангаласский улус
Ме́гино-Кангала́сский улу́с (район) (якут. Мэҥэ Хаҥалас улууһа) — административно-территориальная единица (улус или район) и муниципальное образование (муниципальный район) в Республике Саха (Якутия) Российской Федерации. Один из наиболее населённых сельскохозяйственных улусов республики.
Административный центр — посёлок городского типа Нижний Бестях.
Название произошло от як. Мэҥэ — названия локальной группы якутского народа — мегинцев, а также части Восточно-Кангаласского улуса.

## География
Площадь — 11,7 тыс. км². Граничит на севере с Усть-Алданским улусом, на северо-востоке — с Чурапчинским, на юго-востоке — с Амгинским, на юго-западе — с Хангаласским, на западе — с городским округом Якутск. Это самый маленький по площади улус Республики Саха. Его площадь более чем в 27 раз меньше самого большого по площади улуса в республике — Оленёкского улуса, но в то же время площадь улуса сопоставима с площадью Израиля.
Природные условия
Улус расположен на Центральноякутской низменности; южная часть — на Приленском плато.
Западная граница улуса проходит по рукавам реки Лены.
На территории улуса расположены 3 равнины: Майинская, Нёрюктяй, Тюнгюлюнская.
Наивысшая точка улуса — 400 м, на крайнем юге улуса, на границе с Амгинским улусом. Самая низкая точка — 88 м, берег Лены в районе Кангаласского утёса.
На территории улуса много озёр — Тюнгюлю, Балыктах. Также Абалах, озеро с лечебными грязями.
Средняя температура января −41…−42 °C, июля +17…+18 °C. Осадков выпадает 200—255 мм в год.

## История
Образован 10 февраля 1930 года. Объединил два старинных якутских улуса — Мегинский и Восточно-Кангаласский.
8 ноября 2007 года Государственное Собрание (Ил Тумэн) РС(Я) приняло закон о переносе центра улуса из села Майя в Нижний Бестях.

## Население
| 1970    | 1979    | 1989    | 2002    | 2009    | 2010    | 2011    | 2012    | 2013    |
| ------- | ------- | ------- | ------- | ------- | ------- | ------- | ------- | ------- |
| 25 210  | ↗27 636 | ↗31 623 | ↗32 288 | ↘31 004 | ↗31 278 | ↘31 264 | ↘30 870 | ↘30 683 |
| 2014    | 2015    | 2016    | 2017    | 2018    | 2019    | 2020    | 2021    | 2022    |
| ↘30 460 | ↗30 529 | ↗30 629 | ↗30 877 | ↗30 971 | ↘30 775 | ↗30 905 | ↗33 298 | ↗33 339 |
| 2023    |         |         |         |         |         |         |         |         |
| ↘33 110 |         |         |         |         |         |         |         |         |

### Урбанизация
В городских условиях (пгт Нижний Бестях) проживают 15,52 % населения района.

### Национальный состав
| национальность | человек | %   |
| -------------- | ------- | --- |
| якуты          | 29 382  | 91  |
| русские        | 2 066   | 6.4 |
| украинцы       | 129     | 0.4 |
| эвены          | 97      | 0.3 |
| другие         | 484     | 1.5 |

## Известные люди
На территории улуса родился легендарный Василий Фёдоров-Манчаары — якутский национальный герой, гроза богачей и защитник бедняков, которым он щедро раздавал награбленное. На основе сказаний о Манчаары создавались первые литературные произведения на якутском языке.
Также в улусе родились:
- Егор Николаевич Алексеев — известный якутский косторез, член Союза художников СССР;
- Владимир Петрович Ларионов — механик, академик РАН. Директор Института физико-технических проблем Севера;
- Марина Викторовна Левтова — советская и российская актриса театра и кино, заслуженная артистка России;
- Дмитрий Фёдорович Ходулов — советский режиссёр, актёр, народный артист СССР;
- Туйара Анатольевна Свинобоева — российская актриса театра и кино;
- Фёдор Кузьмич Попов — Герой Советского Союза;
- Тарас Гаврилович Десяткин — металлург, Герой Социалистического Труда (1976 год), генеральный директор производственного объединения «Якутзолото»; генеральный директор акционерной ювелирно-производственной компании «Золото Якутии».

## Муниципально-территориальное устройство
Мегино-Кангаласский улус (район), в рамках организации местного самоуправления, включает 31 муниципальное образование, в том числе 1 городское поселение и 30 сельских поселений (наслегов):
| №  | Муниципальное образование | Административный центр | Количество населённых пунктов | Население (чел.) | Площадь (км²) |
| -- | ------------------------- | ---------------------- | ----------------------------- | ---------------- | ------------- |
| 1  | посёлок Нижний Бестях     | пгт Нижний Бестях      | 1                             | ↘5139            | 24,00         |
| 2  | Алтанский наслег          | село Елечёй            | 1                             | ↘470             | 238,00        |
| 3  | Арангасский наслег        | село Тарат             | 1                             | ↗354             | 222,00        |
| 4  | Батаринский наслег        | село Сымах             | 1                             | ↗446             | 754,00        |
| 5  | Батаринский 1-й наслег    | село Бедемё            | 1                             | ↗506             | 236,00        |
| 6  | Бютейдяхский наслег       | село Бютейдях          | 1                             | ↘662             | 440,00        |
| 7  | Догдонгинский наслег      | село Бёкё              | 2                             | ↗375             | 242,00        |
| 8  | Дойдунский наслег         | село Хапчагай          | 2                             | ↗112             | 176,00        |
| 9  | Доллунский наслег         | село Тумул             | 1                             | ↗593             | 290,00        |
| 10 | Жабыльский наслег         | село Нуорагана         | 1                             | ↗639             | 561,00        |
| 11 | Жанхадинский наслег       | село Тектюр            | 2                             | ↗1087            | 631,00        |
| 12 | Мегинский наслег          | село Балыктах          | 1                             | ↘759             | 370,00        |
| 13 | Мегюрёнский наслег        | село Матта             | 1                             | ↗460             | 323,00        |
| 14 | Мельжехсинский наслег     | село Суола             | 1                             | ↘482             | 289,00        |
| 15 | Мельжехсинский 3-й наслег | село Томтор            | 1                             | ↗425             | 193,00        |
| 16 | Морукский наслег          | село Суола             | 1                             | →435             | 204,00        |
| 17 | Нахаринский 1-й наслег    | село Телиги            | 1                             | ↘505             | 1015,00       |
| 18 | Нахаринский 2-й наслег    | село Хочо              | 1                             | ↘509             | 450,00        |
| 19 | Нерюктяйинский наслег     | село Павловск          | 2                             | ↗2170            | 389,00        |
| 20 | Рассолодинский наслег     | село Рассолода         | 1                             | →431             | 410,00        |
| 21 | Село Майя                 | село Майя              | 1                             | ↗7322            | 19,00         |
| 22 | Тарагайский наслег        | село Табага            | 1                             | ↗784             | 364,00        |
| 23 | Тыллыминский 1-й наслег   | село Ломтука           | 1                             | ↘663             | 634,00        |
| 24 | Тыллыминский 2-й наслег   | село Хатылыма          | 1                             | →120             | 414,00        |
| 25 | Тюнгюлюнский наслег       | село Тюнгюлю           | 1                             | ↘2163            | 362,00        |
| 26 | Хаптагайский наслег       | село Хаптагай          | 1                             | ↘1047            | 212,00        |
| 27 | Харанский наслег          | село Петровка          | 1                             | ↗1225            | 118,00        |
| 28 | Ходоринский наслег        | село Чюйя              | 1                             | ↗642             | 233,00        |
| 29 | Холгуминский наслег       | село Бырама            | 1                             | ↘286             | 200,00        |
| 30 | Хоробутский наслег        | село Хоробут           | 2                             | ↗921             | 290,00        |
| 31 | Чыамайыкинский наслег     | село Даркылах          | 1                             | ↗418             | 1430,05       |

## Населённые пункты
В Мегино-Кангаласском улусе 36 населённых пунктов.
| №  | Населённый пункт | Тип  | Население | Муниципальное образование |
| -- | ---------------- | ---- | --------- | ------------------------- |
| 1  | Балыктах         | село | ↘759      | Мегинский наслег          |
| 2  | Бедемё           | село | ↗506      | Наслег Бедимэ             |
| 3  | Беджелек         | село | ↗8        | Жанхадинский наслег       |
| 4  | Бёкё             | село | ↘301      | Догдонгинский наслег      |
| 5  | Бырама           | село | ↘286      | Холгуминский наслег       |
| 6  | Бютейдях         | село | ↘662      | Бютейдяхский наслег       |
| 7  | Даркылах         | село | ↗418      | Чыамайыкинский наслег     |
| 8  | Елечёй           | село | ↘470      | Алтанский наслег          |
| 9  | Кердюген         | село | ↘6        | Дойдунский наслег         |
| 10 | Ломтука          | село | ↘663      | Тыллыминский 1-й наслег   |
| 11 | Майя             | село | ↗7322     | Село Майя                 |
| 12 | Матта            | село | ↗460      | Мегюрёнский наслег        |
| 13 | Нижний Бестях    | пгт  | ↘5139     | посёлок Нижний Бестях     |
| 14 | Нуорагана        | село | ↗639      | Жабыльский наслег         |
| 15 | Павловск         | село | ↗2359     | Нерюктяйинский наслег     |
| 16 | Петровка         | село | ↗1225     | Харанский наслег          |
| 17 | Рассолода        | село | →431      | Рассолодинский наслег     |
| 18 | Сото             | село | ↘0        | Догдонгинский наслег      |
| 19 | Суола            | село | ↘482      | Мелдехсинский наслег      |
| 20 | Суола            | село | →435      | Морукский наслег          |
| 21 | Сымах            | село | ↗446      | Батаринский наслег        |
| 22 | Табага           | село | ↗784      | Тарагайский наслег        |
| 23 | Тарат            | село | ↗354      | Арангасский наслег        |
| 24 | Тектюр           | село | ↗1209     | Жанхадинский наслег       |
| 25 | Телиги           | село | ↘505      | Нахаринский 1-й наслег    |
| 26 | Томтор           | село | ↗425      | Томторский наслег         |
| 27 | Тумул            | село | ↗593      | Доллунский наслег         |
| 28 | Тюнгюлю          | село | ↘2163     | Тюнгюлюнский наслег       |
| 29 | Хаптагай         | село | ↘1047     | Хаптагайский наслег       |
| 30 | Хапчагай         | село | ↘120      | Дойдунский наслег         |
| 31 | Харба-Атах       | село | ↘10       | Хоробутский наслег        |
| 32 | Хатылыма         | село | →120      | Тыллыминский 2-й наслег   |
| 33 | Хомустах         | село | ↗19       | Нерюктяйинский наслег     |
| 34 | Хоробут          | село | ↘825      | Хоробутский наслег        |
| 35 | Хочо             | село | ↘509      | Нахаринский 2-й наслег    |
| 36 | Чюйя             | село | ↗642      | Ходоринский наслег        |

### Упразднённые населённые пункты
- Мандай

## Экономика
Основная отрасль экономики — сельское хозяйство, а именно животноводство (мясо-молочное скотоводство, мясное табунное коневодство). Также выращиваются зерновые, картофель, овощи и кормовые культуры. Действует завод комбикормов.
Территория Мегино-Кангаласского улуса представляет собой плацдарм для развития транспортной инфраструктуры заречной, восточной и отчасти арктической групп районов.
В улусе с 2004-05 года полным ходом идёт газификация населённых пунктов. Газифицированы 16 квартальных котельных улуса, около 1000 индивидуальных жилых домов, построены эксплуатационная база газового хозяйства заречных улусов, автоматические газораспределительные станции и пункты. Через Мегино-Кангаласский улус газовое топливо транзитом пройдёт во все заречные улусы.
Одним из крупных и важных для республики проектов Схемы комплексного развития производительных сил, транспорта и энергетики Республики Саха (Якутия) до 2020 года является строительство высоковольтной линии электропередач Томмот — Майя, которая соединит Южный энергорайон республики с Центральным энергорайоном.

### Транспорт
По территории улуса проходят 2 федеральные автодороги: А-360 «Лена» и Р-502 «Колыма», а также республиканская автодорога «Амга» до Усть-Маи . В летнее время действует паромная переправа «Нижний Бестях — Якутск».
В рамках строительства Амуро-Якутской магистрали в 2010 году начнётся возведение совмещённого железнодорожно-автомобильного моста через Лену.
В Нижнем Бестяхе действует речная пристань.
В Нижнем Бестяхе действует также ЖД-Вокзал, с постоянным сообщением каждый день поезд № 327/328 Нижний Бестях — Тында — Нижний Бестях.